# Agios Nikolaos (Kato Polemidia)
Agios Nikolaos (griechisch Άγιος Νικόλαος) ist ein Stadtteil der Stadt und Gemeinde Kato Polemidia im Bezirk Limassol auf Zypern.

## Lage und Umgebung

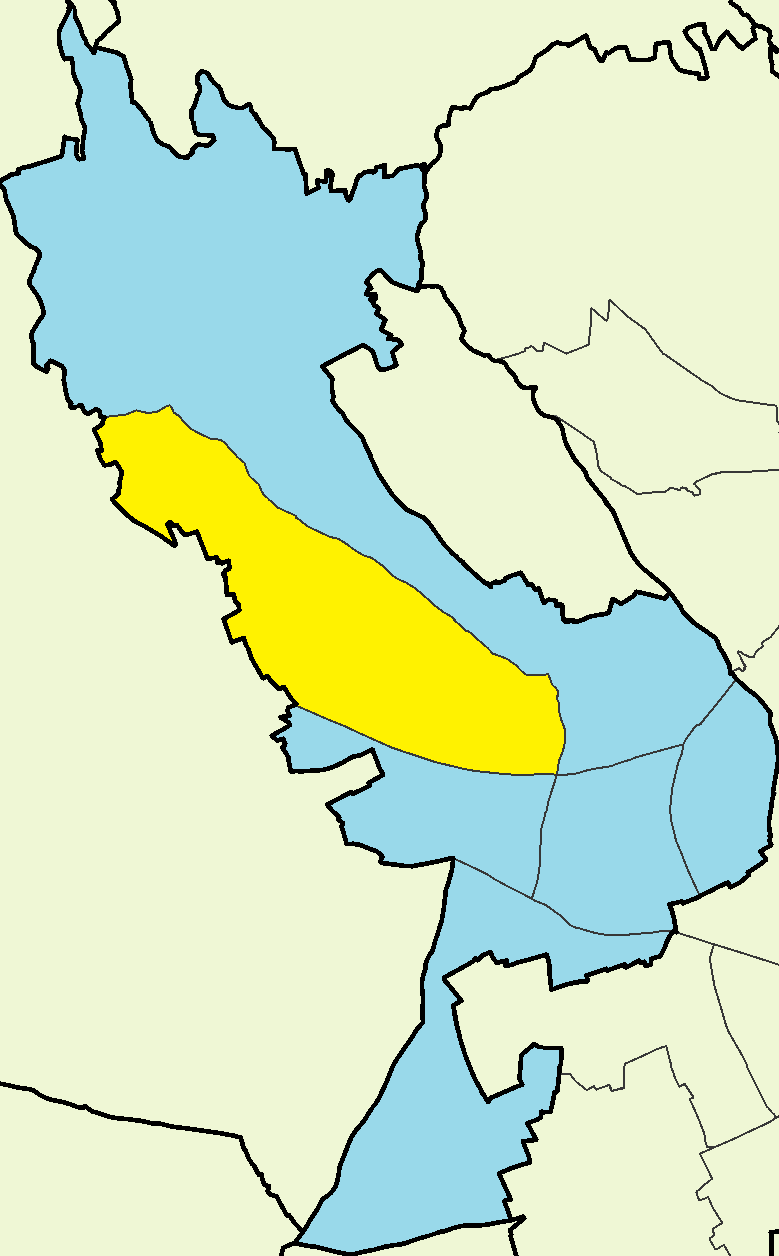
Lage in Kato Polemidia

Agios Nikolaos ist ein zentral und westlich gelegener Stadtteil und einer der größeren von Kato Polemidia. Im Osten und Norden grenzt es an Panagia Evangelistria, im Westen an Ypsonas und im Süden an Anthoupoli. Es liegt nördlich der A6 und an der E807, in der Nähe des britischen Militärstützpunkts beziehungsweise der Halbinsel Akrotiri.

## Bevölkerung
Bei der letzten Bevölkerungszählung im Jahr 2011 wurden 3.347 Einwohner in Agios Nikolaos gezählt und in Kato Polemidia insgesamt 22.369.

## Kultur und Sehenswürdigkeiten
- Agios Nikolaos ist die Kirche des Stadtteils und dem Nikolaus von Myra gewidmet.[4]